# Juan de Armaza y Arregui
Juan de Armaza y Arregui fue un militar y político, que sirvió como gobernador del Tucumán entre 1732 y 1735.

## Biografía
Juan de Armaza y Arregui nació en Buenos Aires. Fue sobrino de dos obispos, Juan y Gabriel de Arregui (obispo de Cuzco). Fueron sus padres Juan de Armaza y doña Ana María Arregui. Luego de enviudar, ella entró a la vida monacal con el nombre de madre Ana María de la Concepción, y fue fundadora de Las Catalinas, en Buenos Aires. 
Estudió en Córdoba en el Colegio de Montserrat, desde donde se trasladó al Perú. Más tarde viajó a España. Posteriormente participó en la defensa de la Colonia del Sacramento en 1705, en oportunidad del ataque llevado a cabo por los portugueses. Estando en el Perú, fue capitán de la guardia del virrey, y luego corregidor de Cuzco. Él solicitó al virrey ser designado gobernador del Tucumán, lo que se le concedió. Muchos sospechan que fue su tío, el obispo de Cuzco, quien lo hizo designar como gobernador.
Después de vivir un tiempo en Santiago del Estero, se radicó en Salta, donde finalmente murió en 1737. Fue enterrado en el convento de San Francisco, Buenos Aires.

## Gobierno del Tucumán (1732-1735)
Se hizo cargo del gobierno en Córdoba el 8 de mayo de 1732. Su designación fue recibida con desagrado por los vecinos de la ciudad de Salta y de Córdoba, quienes afirmaban que era incapaz como gobernante. Tanto que debió residir en Santiago del Estero, cuyo Cabildo declaró el 17 de octubre de 1732 que la casa en la cual habitaba le era estrecha e insuficiente y por ese motivo solicitó al general Joseph de Aguirre desalojara la que ocupaba dentro de tres días, sin suplica ni excusa alguna.
El 14 de octubre de 1733 solicitó al Cabildo el mayor contingente y pertrechos para la campaña del Chaco. Las poblaciones sufrieron muchos ataques de los indígenas y el gobernador también solicitó armas al virrey.
El 5 de enero de 1735 hubo un ataque de los indígenas en Salta, que degollaron más de 400 hombres y mujeres, llevándose muchos cautivos (mujeres y niños), lo que motivó su destitución.